# Isabelle Adjani
Isabelle Yasmine Adjani (em árabe: إيزابيل ياسمين أدجاني; romaniz.: Iizabil Yasmin Adjaniun) (Paris, 27 de junho de 1955) é uma atriz francesa. É considerada pela crítica e pelo público uma das maiores intérpretes do cinema francês, do cinema europeu e da história do cinema.
Estreou no cinema aos 14 anos com Le Petit bougnat de 1970 e depois entrou com sucesso na Comédie-Française com as obras Escola para Mulheres de 1972 e Ondine de 1974. Em 1975 e graças à sua elogiada personificação de Adèle Hugo, no filme Diário Íntimo de Adele H., recebeu sua primeira indicação ao Óscar de melhor atriz aos 19 anos, estabelecendo-se como a mulher mais jovem a ser indicada na época, um recorde que manteve por cerca de três décadas. Em 1981 foi reconhecida como a melhor intérprete no Festival de Cinema de Cannes pelos filmes Possession e Quartet e em 1989 recebeu o Urso de Prata no Festival Internacional de Cinema de Berlim por sua elogiada atuação em Camille Claudel, um filme que também rendeu-lhe uma segunda indicação ao Óscar, tornando-se a primeira atriz francesa a receber até duas indicações para o maior prêmio da sétima arte.
Isabelle é reconhecida pela intensidade dramática de suas performances e por sua facilidade em retratar mulheres neuróticas, frágeis, misteriosas, perturbadas, loucas ou mesmo mentalmente instáveis. Da mesma forma, é a atriz com mais prêmios César da história, reconhecimentos obtidos pelas fitas: Possession de 1981, L'Été meurtrier de 1984, Camille Claudel de 1989, A Rainha Margot de 1994 e La journée de la jupe de 2010. Ela foi premiada com a Legião de Honra na categoria de "Comandante" em 2010 e com a Ordem Nacional do Mérito  na categoria de "Cavaleiro" em 2014. Outros filmes importantes de sua filmografia são: O inquilino de 1976, Nosferatu: Phantom der Nacht de 1979, Subway de 1985, Diabolique de 1996 e Sous les jupes des filles de 2014.
Desde o início dos anos 1970, foi apelidada de "La Sublime".

## Biografia
Filha de pai argelino e mãe alemã, foi estimulada a atuar desde jovem, atuando no teatro amador já aos doze anos de idade. Apareceu no seu primeiro filme aos catorze anos. Aos dezessete, apareceu na TV francesa. Seu primeiro sucesso veio dos palcos da Comédie-Française, quando interpretou personagens criados por Molière em L'école des femmes, depois no cinema com Le Petit Bougnat, de Bernard Toublanc-Michel.
Após atuar em papéis secundários, foi sucesso de público e crítica pela sua atuação no filme La Gifle, de 1974. No ano seguinte, conseguiu seu primeiro papel principal em A História de Adèle H., de François Truffaut, em que faz o papel da filha do escritor Victor Hugo. Por este filme, alcançou sucesso internacional, concorrendo ao Óscar de melhor atriz e recebeu propostas para trabalhar em Hollywood.
Em 1981, Adjani recebeu o prêmio de melhor atriz do Festival de Cannes por sua atuação em Quartet. No ano seguinte, recebeu o César por Possessão, em atuação considerada pelos críticos a melhor de sua carreira, senão a mais difícil, porque Adjani interpretava o papel de uma mulher frustrada que enlouquecia aos poucos.[carece de fontes?] Em 1983, recebeu novamente o César por Deadly Circuit.
Em 1989, coproduziu e estrelou Camille Claudel, história romanceada da escultora que se relacionou com o escultor francês Auguste Rodin; o filme lhe valeu o terceiro César e mais uma indicação ao Oscar de melhor atriz, além de concorrer ao Oscar de melhor filme estrangeiro. No mesmo ano, a revista americana People a incluiu entre as cinquenta mulheres mais bonitas do mundo. A partir daí, trabalhou esporadicamente como modelo.[carece de fontes?]
Em 1994, conseguiu seu quarto César pelo papel-título em A Rainha Margot, um feito nunca antes conseguido por um ator francês.[carece de fontes?]
Em 2010, ganhou seu quinto César pela atuação no filme La Journée de la jupe.
Adjani tem dois filhos, Barnabé, de seu casamento com o diretor Bruno Nuytten, e Gabriel-Kane, de sua tempestuosa relação com o ator britânico Daniel Day-Lewis. Quando Gabriel-Kane nasceu, já havia terminado havia alguns meses seu casamento de cinco anos com Day-Lewis. Esteve também envolvida com o compositor Jean Michel Jarre.[carece de fontes?]

## Filmografia
| Ano  | Nome original                           | Nome em português (BR)         | Nome em português (PT)          | Papel                                 |
| ---- | --------------------------------------- | ------------------------------ | ------------------------------- | ------------------------------------- |
| 1970 | Le Petit Bougnat                        |                                |                                 | Rose                                  |
| 1972 | Faustine et le bel été                  | Uma lágrima... um amor         |                                 | Camille                               |
| 1973 | "L'Avare" (TV)                          |                                |                                 |                                       |
| 1973 | L'école des femmes (TV)                 |                                |                                 | Agnès                                 |
| 1974 | Le Secret des flamands (TV)             |                                | O segredo dos flamengos         | Maria                                 |
| 1974 | La Gifle                                | O tapa                         | A bofetada                      | Isabelle Doulean, sua filha           |
| 1975 | Ondine (TV)                             |                                |                                 | Ondine                                |
| 1975 | L'histoire d'Adèle H.                   | A História de Adèle H.         | A história de Adéle H.          | Adèle Hugo conhecida como Adèle Lewry |
| 1976 | Le Locataire                            | O Inquilino                    | O Inquilino                     | Stella                                |
| 1976 | Barocco                                 |                                | Escândalo na 1ª página          | Laure                                 |
| 1977 | Violette et François                    | Ensina-me a roubar             | Violette e François             | Violette Clot                         |
| 1978 | The Driver                              | Caçador de morte               | O profissional                  | The Player                            |
| 1979 | Nosferatu: Phantom der Nacht            | Nosferatu - O vampiro da noite | Nosferatu - O fantasma da noite | Lucy Harker                           |
| 1979 | Les Soeurs Brontë                       |                                | As irmãs Brontë                 | Emily Brontë                          |
| 1981 | Clara et les chics types                |                                |                                 | Clara                                 |
| 1981 | Possession                              | Possessão                      |                                 | Anna/Helen                            |
| 1981 | Quartet                                 |                                | Os anos loucos de Montparnasse  | Marya Zelli                           |
| 1981 | L'Année prochaine ... si tout va bien   |                                | Um casamento muito especial     | Isabelle                              |
| 1982 | Tout feu, tout flamme                   |                                | A vida é uma festa              | Pauline Valance                       |
| 1982 | Antonieta                               |                                |                                 | Antonieta Rivas Mercado               |
| 1983 | Mortelle randonnée                      | Ronda mortal                   |                                 | Catherine Leiris/Lucie, 'Marie'       |
| 1983 | L'été meurtrier                         | Verão Assassino                | O verão assassino               | Eliane, dite 'Elle'                   |
| 1985 | Subway                                  | Subway                         | Subway (Subterrâneo)            | Héléna                                |
| 1987 | Ishtar                                  | Ishtar                         | Ishtar                          | Shirra Assel                          |
| 1988 | Camille Claudel                         | Camille Claudel                | A paixão de Camille Claudel     | Camille Claudel                       |
| 1990 | Lung Ta: Les cavaliers du vent          |                                |                                 | como Isabelle Adjani - Narradora      |
| 1993 | Toxic affair                            |                                |                                 | Pénélope                              |
| 1994 | A Rainha Margot                         | A Rainha Margot                |                                 | Margot                                |
| 1995 | Les cent et une nuits de Simon Cinéma   |                                |                                 | como Isabelle Adjani – em Cannes      |
| 1996 | Diabolique                              | Diabolique                     | Diabólica                       | Mia Baran                             |
| 1998 | Paparazzi                               |                                |                                 | como Isabelle Adjani                  |
| 2002 | La repentie                             |                                |                                 | Charlotte/Leïla                       |
| 2002 | Adolphe                                 |                                |                                 | Ellénore                              |
| 2003 | Bon voyage                              | Viagem do coração              |                                 | Viviane Denvers                       |
| 2003 | Monsieur Ibrahim et les fleurs du Coran | Uma amizade sem fronteiras     |                                 | La star                               |
| 2008 | Figaro                                  |                                |                                 | Comtesse Almaviva                     |
| 2008 | La journée de la jupe                   |                                | O Dia da Saia                   | Sonia Bergerac                        |
| 2010 | Mammuth (pós-produção)                  |                                |                                 |                                       |